# Marcellin Dussoubs
Pour les articles homonymes, voir Dussoubs.
Martial Dussoubs Gaston dit Marcellin Dussoubs (né le 8 juin 1815 à Saint-Léonard-de-Noblat (Haute-Vienne) et mort le 26 novembre 1856 à Moissannes (Haute-Vienne)) est un homme politique français.

## Biographie
Fils d'un boulanger, il bénéficie de la fortune d'un oncle, revenu de la Nouvelle-Orléans, pour faire des études. 
Il est élève au collège royal de Limoges, après avoir étudié au collège de La Jonchère. 
Il s'installe comme avoué à Limoges. Lié à Pierre Leroux, il est un militant républicain, participant activement à la campagne des banquets en 1847-1848. Il est député de la Haute-Vienne de 1849 à 1851, siégeant au groupe d'extrême gauche de la Montagne. Lors du coup d'État du 2 décembre 1851, alors qu'il est cloué au lit, son frère Denis Dussoubs prend son écharpe de député et va sur les barricades, où il est tué. 

## Sources
- « Marcellin Dussoubs », dans Adolphe Robert et Gaston Cougny, Dictionnaire des parlementaires français, Edgar Bourloton, 1889-1891 [détail de l’édition]